# 도리아가

도리아 가문의 문장

도리아 가문(Doria)은 본래 "아우리아의 아들들"을 뜻하는 데 아루리아 (de Auria, de filiis Auriae에서 유래)에서 그 후에는 데 오리아(de Oria) 또는 도리아(d'Oria)라는 원래 이름을 지닌 이탈리아와 제노바 공화국의 역사에서 12세기 16세기에 중요한 역할을 했었던 오래되었고 아주 부유했던 제노바의 귀족 가문이다.

## 기원

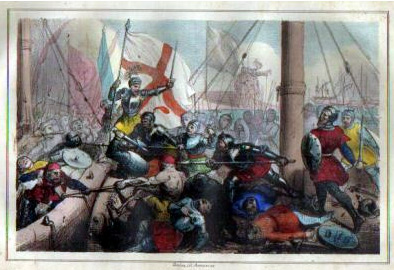
1284년 오베르토 도리아가 대승을 거둔 멜로리아 전투, 그의 형제인 람바 도리아도 1298년 쿠르촐라에서 승리를 거둔다

전설에 따르면 아우리아 (Auria) 또는 오리아 델라 볼타 (Oria della Volta)라는 제노바 귀족 여성이 제1차 십자군 때 예루살렘으로 향하던 귀족 순례자와 사랑에 빠졌고, 그의 이름은 아르두이노 디 나르보네 (Arduino di Narbonne)였다. 하지만 그들의 자녀는 어머니의 이름을 따 데 오리아 (de Oria)라고 이름 붙여졌다. 아르두이노는 피에몬테 지역의 아르두이니치 가문의 전형적인 이름이며, 거기 가문 출신 중 일부는 아우리아테 백작 작위를 가지게 되어; 그때부터 추측하기로 아우리아테의 아르두이니치 가문 일원 중 한 명이 11세기 말 리구리아의 지역 유력자로 갑작스럽게 등장한 것으로 보인다.
기록적 증거로는 1110년에 마르티노 (Martino)와 제누아르도 (Genuardo)라는 가문의 두 명이 언급되고, 이들을 필리 아우리아에 (filii Auriae, 오리아의 아들들 또는 자녀들)이라 불렸다. 도리아 가문은 12세기부터 15세기까지 사르데냐에 영지를 지녔고, 또한 제노바에서 서쪽 리비에라에 있는 돌체아쿠아, 오네글리아, 포르토피노도 보유했었다. 많이 알려지지는 않았지만, 도리아는 여성의 이름으로도 알려져있다.

## 유명 인물

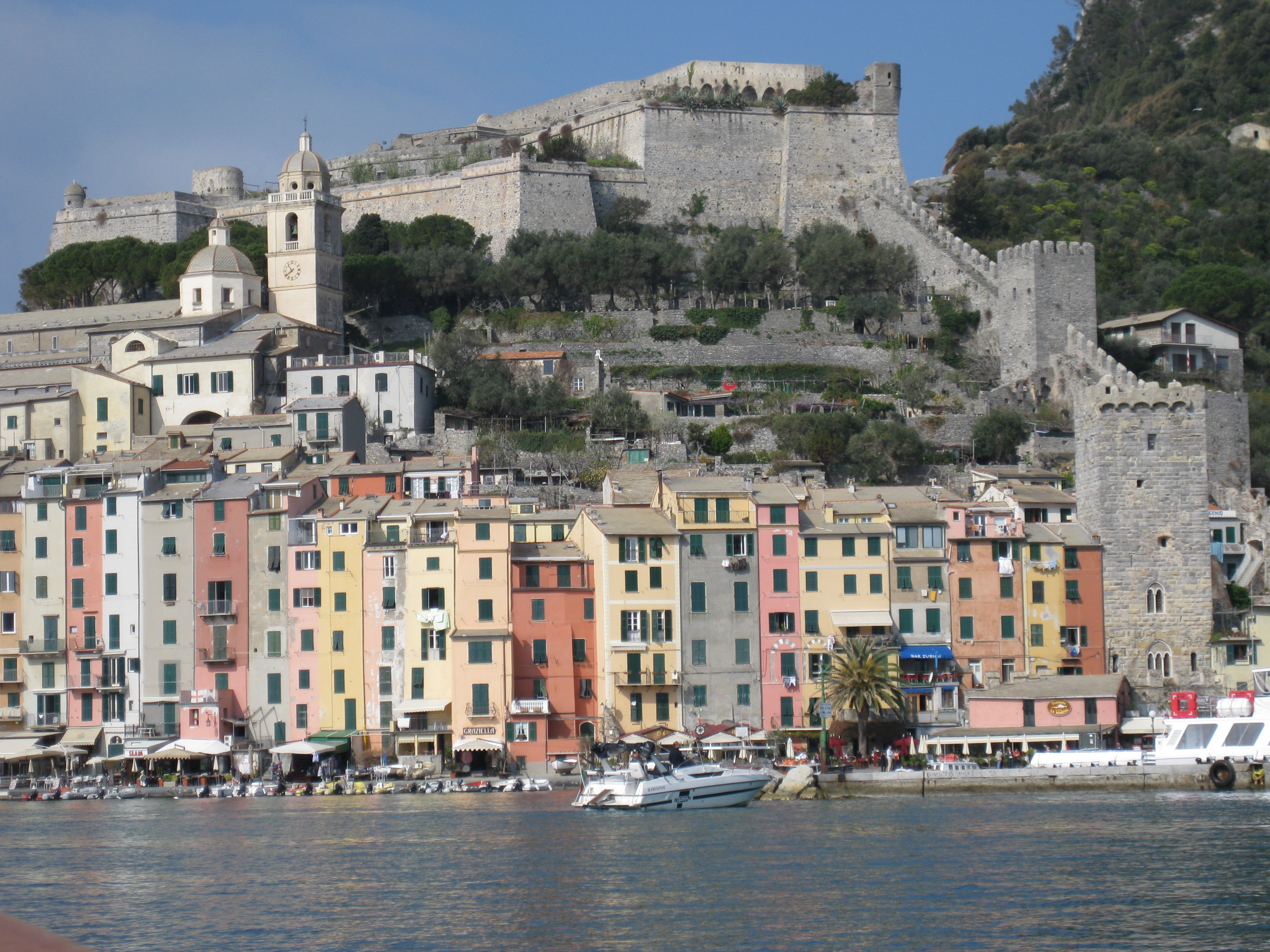
포르토베네레의 도리아 성 (사진의 위쪽)

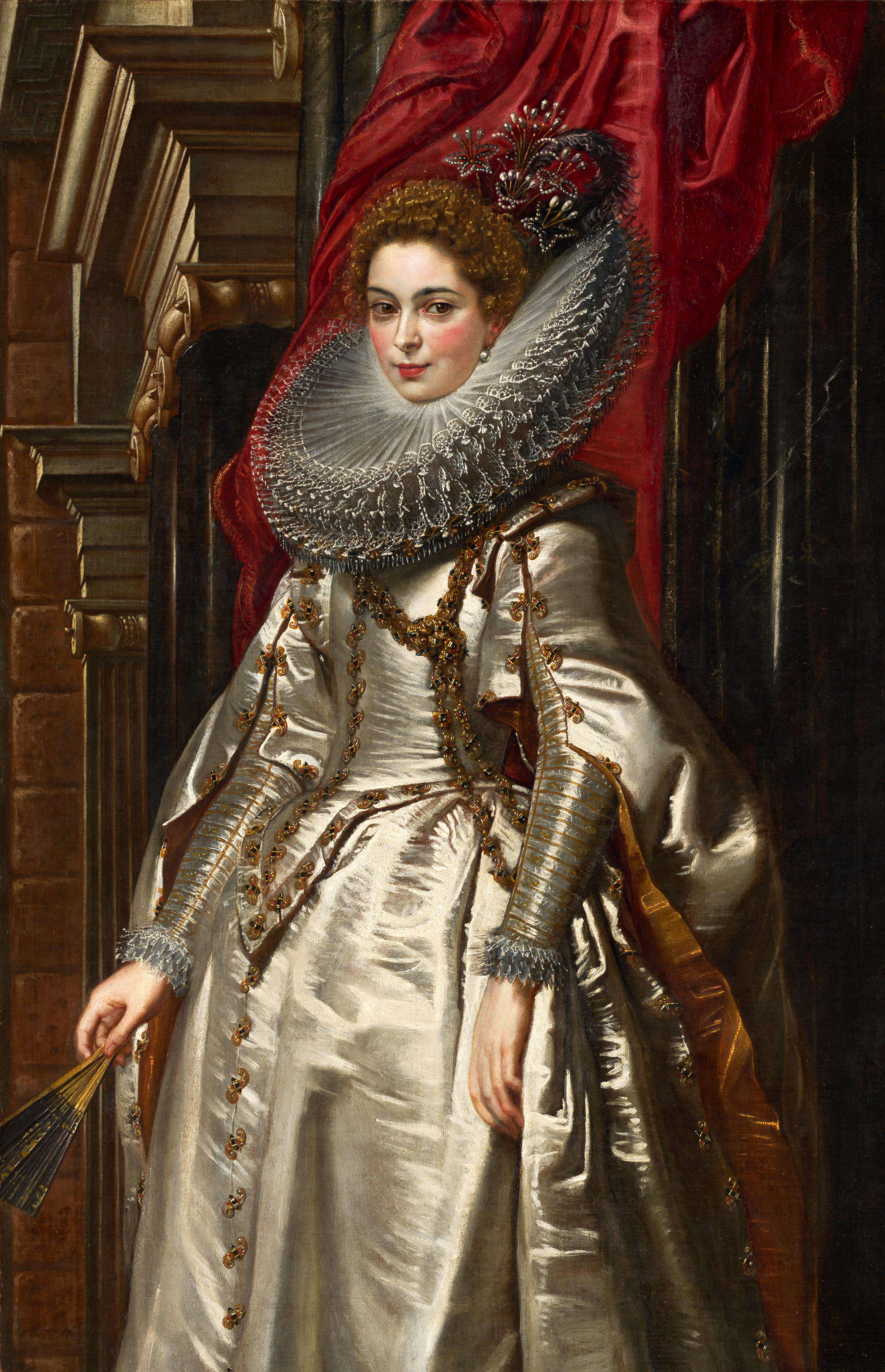
1606년 페테르 파울 루벤스가 자코모 마시밀리아노 도리아 (Giacomo Massimiliano Doria)의 결혼식 직후 그린 22세의 브리지다 스피놀라 도리아 후작부인의 초상

시모네 도리아는 12세기 말에 살았던 인물로 아크레 공격 작전에서 십자군의 제노바 함대 제독이였다. 페르치발레 도리아는 기벨린파를 위해 싸우다 1275년에 사망한 인물로, 악명높은 전쟁 지휘관이자 유명한 프로방스어 시인이였다. 시모네 도리아는 사보나와 알벤가의 포데스타였다. 오베르토 도리아와 람바 도리아 형제는 해군 지휘관이자 정치인이며: 오베르토는 제노바의 민중대장으로 1284년 피사와의 멜로리아 해전의 승리를 이끈 반면 람바는 1298년 쿠르촐라에서 베네치아의 안드레아 단돌로에게 승리하였다. 테디시오 도리아 (또는 테오도시오)는 1291년 반디노와 우골리노 비발디의 탐험을 재정 지원해주었다. 브란카 도리아는 1275년에 그의 장인 미켈레 찬체(Michele Zanche)에 대한 비겁한 살인으로 단테의 《신곡》에서 언급됐다. 브란칼레오네 도리아는 아르보레아 주디카토국을 다스렸고 14세기 말에는 사르데냐섬 대부분을 정복했다.
오토네 도리아는 1346년 8월에 잉글랜드군에 맞서 프랑스군에 고용되어 크레시 전투에서 5,000명 또는 더 넘는 수의 제노바 쇠뇌병 등을 지휘했다. 그의 대부분의 병력들처럼 그는 양측에서 공격받으며 제노바군이 괴멸당하면서 전사하였다. 폭우로 인해 그들의 시위가 젖고 사용하지 못하게 됐고 (잉글랜드의 장궁병들과 다르게 그들은 쉽게 젖은 비를 제거하지 못 했다) 그리하여 오토네는 퇴각 명령을 하였다. 프랑스군은 이를 비겁한 행위로 보고 이들을 공격했고, 다른 쪽에서는 잉글랜드 장궁병들에게 학살당했다.
도리아 가문의 가장 유명한 이 중 한 명인 멜피 공작 안드레아 도리아 제독은 제노바 공화국을 부활시켰다. 그의 조카 조반니 안드레아 도리아 역시도 해군 제독이다. 조반니 안드레아의 아들은 로마 가톨릭 주교 조반니 도리아이다. 이 시기 도리아 가문의 유명한 인물로는 해군 제독 카를로 도리아와 예술품 수집가 조반니 카를로 도리아 등이 있다.
도리아 가문은 유럽 내와 외부의 정치 세력들과 관계를 가졌다. 몽골계 국가인 일 칸국의 아바카 칸에 의한 프랑스-몽골 동맹 형성 시도 기간에 그의 전략에는 제노바와의 유대 강화가 포함됐었다. 도리아 가문의 많은 젊은이들은 아바가 (Abaga, 아바카 칸), 카사노 (Casano, 가잔 칸), 킬리키아의 아르메니아 왕국의 왕 헤툼 1세의 이름에서 붙어진 아이토네 (Aitone)등 외국 군주들의 이름이 붙여졌다.

### 제노바 공화국의 도제
도리아 가문의 일부는 제노바 공화국의 도제(Doge, 최고 정치 지도자, 대통령)가 되었다.
- 1537년-1538년: 조반니 바티스타 도리아
- 1579년-1581년: 니콜로 도리아
- 1601년-1603년: 아고스티노 도리아
- 1621년: 암브로조 도리아
- 1633년-1635년: 조반니 스테파노 도리아
- 1793년-1795년: 주세페 마리아 도리아

### 작위를 지닌 방계 가문
도리아 가문의 일원들은 멜피 공작 (도리아팜팔리 방계), 센톨라 공작 (도리아 당기리 방계), 몬탈데오 백작, 치리에에델마로 후작, 산콜룸바노 후작, 오네글리아 영주 등의 작위들을 가졌다. 가문의 부계 출신들은 예우 작위로서 가문의 명칭에 코뇨메 후작이라는 칭호를 가졌다.
콜론나도리아 가문 같은 비부계 공작 방계 가문원들은 많았다. 후작 작위에 해당하는 스페인의 포라타 도리아 가문 (Porrata Doria) 같이 이탈리아 밖에서도 방계 가문은 존재했다.

## 탐험에서의 역할
도리아 가문은 15세기 말에서 16세기에 스페인과 포르투갈 항해자들의 재정을 지원했다. 세비야의 은행가 프란체스코 도리아는 크리스토퍼 콜럼버스의 항해를 재정 지원했고, 그의 아들 알레라모 도리아는 1556년까지 주앙 3세의 은행가였다. 알레라모의 딸 클레멘차 도리아는 16세기 포르투갈의 브라질 식민지의 초기 정착민 중 하나였다. 클레멘차는 두 차례 혼인했는데; 재혼 상대인 페르낭 바스 다 코스타 (Fernão Vaz da Costa)는 포르투갈의 법무대신 크리스토방 다 코스타의 아들이자 전설적인 항해가 소에이루 다 코스타의 증손자이다. 그들은 오늘날까지 번성한 코스타 도리아 가문의 기원이며, 가문 출신원 중 한 명인 조제 카를루스 알렐루이아는 도리아 가문의 브라질 회의 대표자이며, 사업가 조앙 도리아는 조제 사르네이 정부의 (1985년–1989년) 내각에 있었고 현재 상파울루의 시장이다.
기사단 크리스토 기사단의 기사였던 제노바인 로디시오 도리아 (Lodisio Doria)는 마데이라섬에 정착했다. 그들의 후손은 페나 드'아기아 (Pena d'Aguia)의 영주 테이셰이라 도리아 (Teixeira Doria) 가문과 포르투갈인 항해가 트리스탕 바스 테이셰이라의 직계 후손이기도 한 프란사 도리아 (França Doria) 가문원들이다.

## 같이 보기
- 도리아 팜필리 미술관

## 참고 자료
- Teresa Luzzatto Guerrini, I Doria, Novissima Enciclopedia Monografica Illustrata, Florence (1937).
- Clemente Fusero, I Doria, dall'Oglio (1973).
- Documentary sources at the Arquivo Nacional da Torre do Tombo, Lisbon (Portugal)
- Phillips, J. R. S. (1998). 《The Medieval Expansion of Europe》 seco판. Oxford University Press. ISBN 0-19-820740-9.
- “Doria Family”. 《Encyclopædia Britannica》. 2008. 2008년 6월 23일에 확인함.